# Sunday at De Ruimte
Sunday at De Ruimte ist ein Album von Frank Rosaly, Marta Warelis, Aaron Lumley und John Dikeman. Die am 2. August 2020 auf dem Doek-Festival im Veranstaltungsort De Ruimte in Amsterdam entstandenen Aufnahmen erschienen am 7. Mai 2021 auf dem Label Tracatta/Doek Raw.

## Hintergrund
Der amerikanische Schlagzeuger Frank Rosaly, der in Amsterdam lebt, spielte auf dem Doek-Festival 2020 mit der Pianistin Marta Warelis, dem Saxophonisten John Dikeman und dem Bassisten Aaron Lumley. Alle vier Künstler haben sich entschieden, die Niederlande zu ihrer kreativen Operationsbasis zu machen, notierte Mark Corroto. John Dikeman, Marta Warelis, Aaron Lumley nahmen 2022 mit Sun-Mi Hong das Album Old Adam on Turtle Island (2025) auf.

## Titelliste
- Frank Rosaly, Marta Warelis, Aaron Lumley, John Dikeman: Sunday at De Ruimte (Tracatta/Doek RAW 868)[2]

1. Juniper Rields 9:54
2. Masquerade Charade 23:10
3. Lake Perfidy 13:50
4. Post War Fiction 15:26

## Rezeption

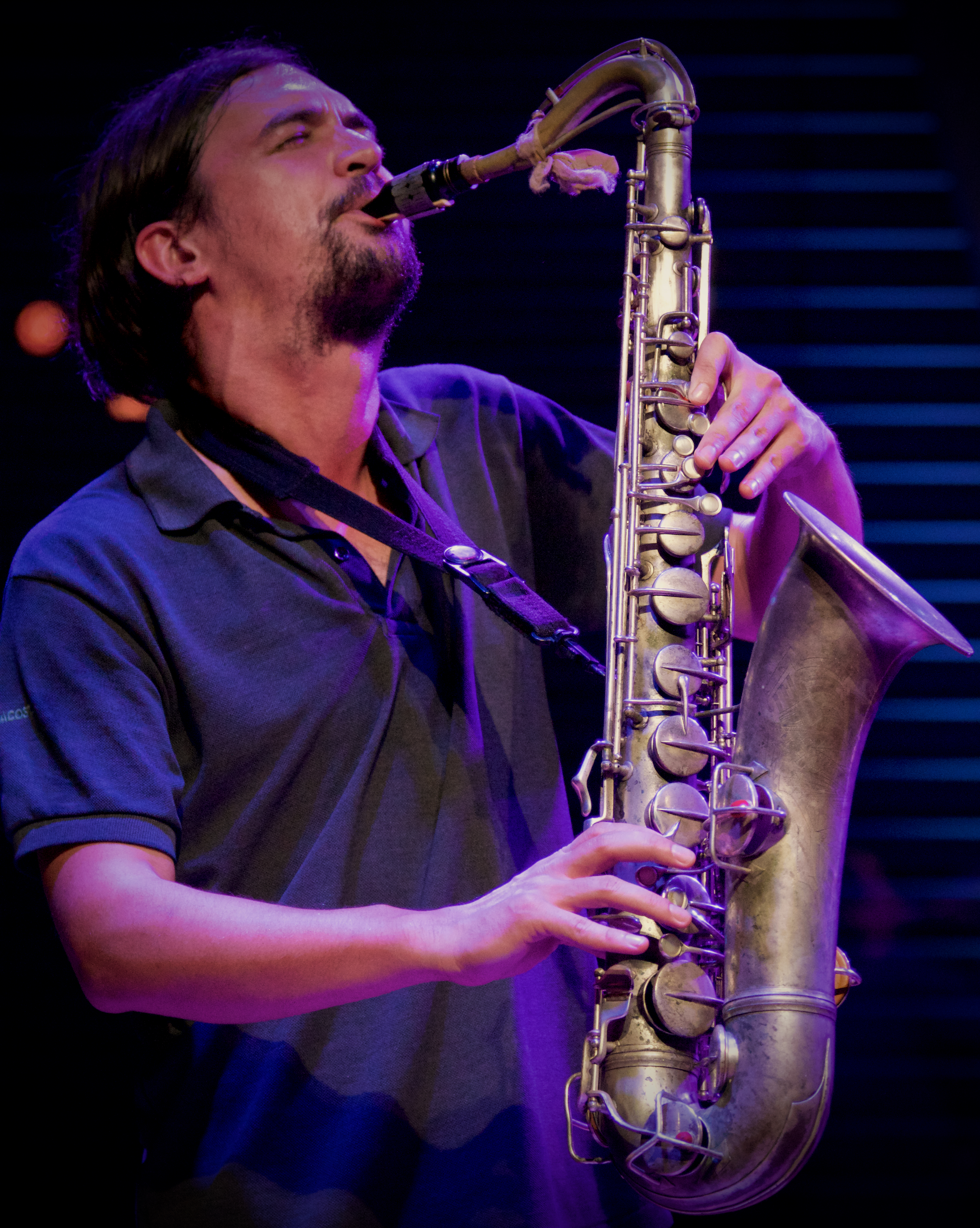
John Dikeman im Bimhuis Amsterdam, 2015

Franpi Barriaux, der das Album in Citizen Jazz rezensierte, hebt hervor, dass Aaron Lumley, der kanadische Kontrabassist, in dem großartigen „Masquerade Charade“ ein schön dissonantes Coll’arco spiele, ein langes Stück, in dem seine Harmonien mit Rosalys Trommeln, sparsam mit Bewegungen und Gesten, Wunder wirkten. Man könnte meinen, dass Dikemans Saxophon in einer sehr angespannten und abstrakten Atmosphäre sich jederzeit entlarven könnte; doch dies sei nicht so: „Selbst wenn der Bruchpunkt bündig ist, halten die Liebkosungen der Becken, wie die unvorhersehbaren Ableitungen der Pizzicati, das Quartett unter dem Schmelzpunkt.“ Marta Warelis sei in diesem Stück ebenso wie in einem konstruierteren „Lake Perfidy“ beeindruckend. Bei dieser Pianistin beanspruche ihr Klavier nicht den Vordergrund der Bühne; es sei vielmehr das Bindemittel und der Treibstoff eines Orchesters, in das sich Dikeman fast unbewusst in einem Coltrane-haften Idiom einreihe, das der Kontrabass von Lumley mit Rauheit ausnutze.
Ken Waxman schrieb in The Whole Note, abwechselnd besinnlich und leidenschaftlich konstruiere das Quartett geschickt die vier Improvisationen, mit fließender Integration und ohne verstockte Zurschaustellung. Das bedeute, dass jedes Mal, wenn der Saxophonist einen Anfall von fragmentierten Schreien, Zungenschlägen und anderen ausgedehnten Tendenzen auslöse, die anderen Musiker dessen Exposition in Klangmischungen dekomprimieren. Dikemans Fähigkeit, Selbstgefälligkeit mit Bissen, Hupen und kinetischen Schreien auf unverwechselbare Weise zu zerschmettern, werde niemals durch die Interventionen der Pianistin, häufiges Verdoppeln durch metronomische Züge oder Saitenfeger des Bassisten oder das gelegentliche Glockengeklapper von Rosaly eingeschränkt. Doch das zusammenhängende Programm, das aus diesem ständigen Push-Pull entstehe, definiere die dramatisch umgesetzte Strategie des Quartetts.
Nach Ansicht von Mark Corroto, der das Album in All About Jazz rezensierte, ziehe die Amsterdamer Szene weiterhin kreative Talente an, wie diese Live-Aufnahme vom Doek-Festival 2020 beweise. Der Autor hebt die Demokratisierung dieses Treffens hervor; Solos würden zu gleichen Teilen geteilt. Lumleys breitschultriger Bassangriff auf „Masquerade Charade“, dem längsten Track des Mitschnitts, weiche einer Spitze von energiegeladenem Free Jazz. Auch wenn vorübergehend dieser energiereiche Pfad beschritten werde, stelle das Quartett ständig das Gleichgewicht wieder her, und der Dialog zwischen allen vieren bleibe geschliffen und zivil, was keine leichte Aufgabe für ein Free-Jazz-Quartett sei.
Mit etwas undefinierbaren Klänge, aus denen Warelis’ Klavierspiel hervorrage, beginne „Juniper Fields“, eine etwas zögerliche Melodie, schrieb Ben Taffijn (Nieuwe noten). Dann könne man Dikeman hören, seinerseits noch halbwegs beherrscht, wobei es auch hier keineswegs an der unterschwelligen Rohheit mangele. „Rosaly und Lumley beginnen mit Gefechten bei „Masquerade Charade“, ein einziger Schlag von Dikeman unterbricht das Spiel, ein paar Akkorde von Warelis. Eine subtile Klanglandschaft entfaltet sich. Hier höre ich einen Knall, Dikemans Saxophon stöhnt, dort streut Warelis ein paar Töne und Lumley zieht an einer Saite. […] Ein Solo, das zugleich der Auftakt zu einer großen Veränderung ist, einem brodelnden Klangrausch, bei dem Dikeman den Ton angibt. In „Lake Perfidy“ hören wir Dikeman zunächst von der eher melodischen Seite, gezielt unterstützt vor allem von Lumley und Rosaly, während Warelis hin und wieder einen kräftigen Akkord setzt, später kommt wieder die Abstraktion hinzu und es dreht sich mehr um die Wirkung. […] Das letzte Stück „Post War Fiction“ hat die gleiche Kombination von Atmosphären, auch hier hören wir Dikeman in recht melodischen Phrasen, auch hier wird es von abstrakteren Momenten durchsetzt.“